# Pierre Brûlart de Sillery
Pierre (IV.) Brûlart (* wohl 1583; † 22. April 1640, 57 Jahre alt), Chevalier, Marquis de Sillery, Vicomte de Puisieux, war ein französischer Staatsmann; er war der erste Außenminister (Secrétaire aux Affaires étrangères) Ludwigs XIII.
Pierre Brûlart de Sillery ist zu unterscheiden von seinem Großcousin Pierre Brûlart de Genlis (* wohl 1535, † 1608), der von 1569 bis 1588 unter den letzten Valois Karl IX. und Heinrich III. ebenfalls Außenminister war.

## Leben
Pierre Brûlart war der Sohn von Nicolas Brûlart, Marquis de Sillery, Vicomte de Puisieux et de Ludes, Baron de Boursault, Seigneur de Marines, de Breauçon, de Verzenay, d’Atilly et de Berny (1544–1624), Chancelier de France (1607–1624), und Claude Prudhomme. Er selbst war Marquis de Sillery, Vicomte de Puisieux et de Ludes, Baron de Boursault, Seigneur de Marines, d’Attily, de Fresnes, de Berny et de Verzenay.
Seine Ausbildung erhielt er in der Alten Eidgenossenschaft, wo sein Vater von 1587 bis 1595 Botschafter war. Anschließend nahm er zwei Jahre Unterricht bei Justus Lipsius, bevor er seinen Vater auf dessen Gesandtschaft nach Rom wegen der geplanten Ehe zwischen Heinrich IV. und Maria de’ Medici begleitete.
Er war Secrétaire d’État unter Heinrich IV., dann unter Ludwig XIII., seit 4. März 1606 en survivance von Nicolas de Neufville, seigneur de Villeroy, dessen Enkelin er am 21. Juni 1606 heiratete. Am 8. Dezember 1607 ernannte Heinrich IV. ihn zum Grand trésorier des ordres de France, was er bis zum 21. Februar 1621 blieb.
Als nach der Ermordung Heinrichs IV. am 14. Mai 1610 dessen Witwe Maria de’ Medici die Regentschaft für den unmündigen Ludwig XIII. übernahm und sich dazu auf ihren Günstling Concino Concini stützte, kam es zu einer Neuausrichtung der Spanienpolitik Frankreichs, die durch eine Doppelhochzeit zwischen Marias und Philipps III. von Spanien beiden jeweils ältesten Kindern abgesichert werden sollte: Ludwig XIII. (* 1601) sollte die Infantin Ana de Austria heiraten, (* 1601), der Infant Felipe de Austria (* 1605), der spätere König Philipp IV. Ludwigs Schwester Élisabeth de Bourbon (* 1602, in Spanien Isabel de Borbon y Médicis genannt). Im Sommer 1612 wurde Pierre Brûlart zusammen mit Henri de Lorraine, duc de Mayenne beauftragt, als Ambassadeur extraordinaire die Eheverträge zu unterzeichnen – der Akt erfolgte am 22. August 1612 in Madrid.
Er war es dann auch, der nach der Hochzeit von Felipe und Elisabeth am 18. Oktober 1615 in der Kathedrale von Bordeaux die französische Prinzessin zur spanischen Grenze an den Fluss Bidasoa bei Hendaye geleitete und dort am 9. November die spanische Prinzessin übernahm, die er nun nach Bordeaux geleitete, wo sie am 25. November 1615 (ebenfalls in der Kathedrale) Ludwig XIII. heiratete.
Die Troika Villeroy-Brûlart hatte mittlerweile so viel Einfluss beim König erlangt, dass Concino Concini seinen Vater am 16. Mai 1616 als Siegelbewahrer durch Guillaume du Vair ersetzen (das Amt des Kanzlers konnte ihm selbst der König nicht wegnehmen, allerdings war der Kanzler ohne die Staatssiegel machtlos), sowie Villeroy und ihn selbst am 9. August 1616 ablösen und vom Hof entfernen ließ. Dieser Akt steigerte sein Ansehen jedoch nur noch, da bekannt war, dass der Ablösung nichts anderes als Pierre Brûlarts Redlichkeit (wie auch bei Villeroy und seinem Vater) zugrunde lag. Im folgenden Jahr wurde er am Tag des Staatsstreichs Ludwigs XIII. (le Coup de Majesté), der Ermordung Concinis und Verbannung Maria de' Medicis, am 24. April 1617, zurückgerufen und jetzt als Nachfolger Villeroys mit dem Außenamt betraut.
Als sich im Oktober 1622 bei Ludwigs Feldzug gegen die Hugenotten die Belagerung von Montpellier sieben Wochen hingezogen hatte, ein Erfolg sich nicht abzeichnete, im Lager Krankheiten ausbrachen, die Lebensmittel knapp wurden und die Personalverluste ein nicht mehr zu vertretendes Maß angenommen hatten, war der König zu Verhandlungen bereit, für die er Pierre Brûlart aussandte, der geschickt agierte, mit den Hugenotten Frieden schloss (Vertrag von Montpellier vom 18. Oktober 1622), den König zum Herrn der Stadt machte und ihm am 20. Oktober den Einzug in die Stadt ermöglichte. Ludwigs XIII. machte ihn zum Dank und in Gegenwart des Prinzen von Condé zum Ritter des Orden vom Heiligen Geist, mit der Zusicherung, ihn im nächsten Kapitel aufzunehmen – was allerdings nicht mehr geschah, da er zu dieser Zeit schon nicht mehr in der Gunst des Königs stand.
Denn 15 Monate später ging Pierre Brûlarts Karriere zu Ende, nachdem Konkurrenten ihn in der Gunst des Königs ausgestochen hatten. Am 6. Januar 1624 wurde seinem Vater das Amt des Siegelbewahrers entzogen (Kanzler blieb er, da nicht absetzbar, bis zu seinem Tod am 1. Oktober 1624, allerdings ohne Siegel und damit ohne Macht); am 5. Februar 1624 wurde Pierre Brûlart aufgefordert, in den Ruhestand zu treten – was er aber ablehnte, auch als der König ihm 50.000 Écu und dann 200.000 Livre anbot, einen Sitz im Conseil des Depêches und das Amt des Botschafters in Rom. Ohne Rücktritt zog Pierre Brûlart sich zurück, mit dem Ergebnis, dass erst am 11. März 1626 mit Raymond Phélypeaux ein Nachfolger ernannt wurde.
Pierre Brûlart starb am 22. April 1640 und wurde in der von seinem Vater gebauten Kirche Saint-Rémi in Marine bestattet.

## Ehe und Famille
Pierre Brûlart heiratete am 21. Juni 1606 in erster Ehe Madeleine de Neufville (* 1592; † 24. November 1613) Tochter von Charles de Neufville, Marquis de Villeroy et d‘Alincourt, und Marguerite (alias Catherine) de Mandelot; die Ehe blieb ohne Nachkommen. Am 11. Januar 1615 heiratete er per Ehevertrag in zweiter Ehe Charlotte d’Estampes-Valençay (* wohl 1597, † 8. September 1677, 80 Jahre alt), Tochter von Jean d’Estampes, Seigneur de Valençay, und Sara d’Applaincourt, Schwester von Jacques d’Estampes de Valençay; Kinder aus dieser Ehe sind:
- Louis-Roger (* 1619; † 19. März 1691), Marquis de Sillery, Vicomte de Puisieux; ⚭ Mai 1638 Marie-Catherine (alias Marie-Isabelle) de La Rochefoucauld (* wohl 1620; † 7. März 1698, 78 Jahre alt), Tochter von François V. de La Rochefoucauld, und Gabrielle du Plessis-Liancourt
- Nicolas-François († nach 1677), Abt von Lespau, La Plissée und La Cour-Dieu
- Claude-Charles, 7. Juli 1640 Malteserordensritter
- Léonor-Adam († Dezember 1699), Abt von Puisieux und Marines
- Charlotte (* wohl 1619; † 28. September 1697, 78 Jahre alt); ⚭ 15. oder 16. Mai 1640 François d'Estampes, Marquis de Mauny, Sohn von Jacques d’Estampes, Marquis de La Ferté-Imbault, Marschall von Frankreich, und Catherine Blanche de Choiseul-Praslin
- Marie Eléonore († 3. Februar 1687), Äbtissin von Avenay
- Françoise, Nonne in Avenay